# Perche à selfie
La perche à selfie est un accessoire de photographie composé d'un monopode et d'un support pour un appareil photo ou un smartphone dans le but de réaliser un selfie. Elle induit du recul et apporte donc un angle de prise de vue différent pour ces photographies. Le déclenchement se fait soit par un bouton sur la perche, relié par USB ou Jack au téléphone, soit par une petite télécommande Bluetooth.

## Historique
La création de la perche à selfie semble dater de 2005 avec le dépôt d'un brevet par un Canadien, même si, selon certaines sources, son origine viendrait du Japon dans les années 1980. Elle a ensuite connu le succès en Asie, particulièrement en Corée du Sud qui a même réglementé sa commercialisation comme dispositif de télécommunication.

## Interdiction
Les perches à selfies sont interdites dans certaines institutions pour des raisons diverses comme la possibilité d'utiliser la perche comme une arme contondante, le risque d'accident pouvant détériorer une œuvre ou la gêne visuelle que ceux-ci peuvent engendrer pour les autres spectateurs.
Elle est par exemple interdite en France au musée du Louvre, au musée d'Orsay et au château de Versailles ; aux États-Unis, au MOMA, à la National Gallery, au Guggenheim, au Getty Center et au Smithsonian,,,. D'autres musées n'ont pour l'instant pas pris de telles mesures, principalement car les selfies diffusés sur les réseaux sociaux sont désormais un important vecteur de publicité pour ces institutions.

## Évolution depuis sa création
La véritable évolution de la perche à selfie concorde avec l'émergence des smartphones et toute la technologie intégrée dans ces appareils. Notamment, avec l'apparition de caméra frontale, objectif grand-angle ou encore téléobjectif. Par ailleurs, certains téléphones sont même équipés d'une fonctionnalité de stabilisation de l'image.
Par conséquent, les constructeurs, face à cette avancée technologique, se sont adaptés en proposant des améliorations, voire des innovations. L'une des plus notables fut l'invention du déclencheur Bluetooth. Elle a apporté une véritable liberté d'utilisation repoussant encore plus loin les limites de la créativité. 
Les autres changements ont été effectués sur la structure même de la perche à selfie, évolutions motivées par l'attrait grandissant du public pour cet accessoire créant ainsi un véritable marché. si bien que les industriels développent des perches à selfie avec des matériaux et longueurs différents mais aussi des fonctionnalités spécifiques pour répondre précisément aux besoins des différents utilisateurs : perches à selfie convertibles en trépieds, modèles constitués de périphériques tels qu'un microphone ou une lampe LED ou encore perches stabilisatrices spécialement conçues pour enregistrer des vidéos avec une qualité d'images extrêmement stables[réf. nécessaire].  

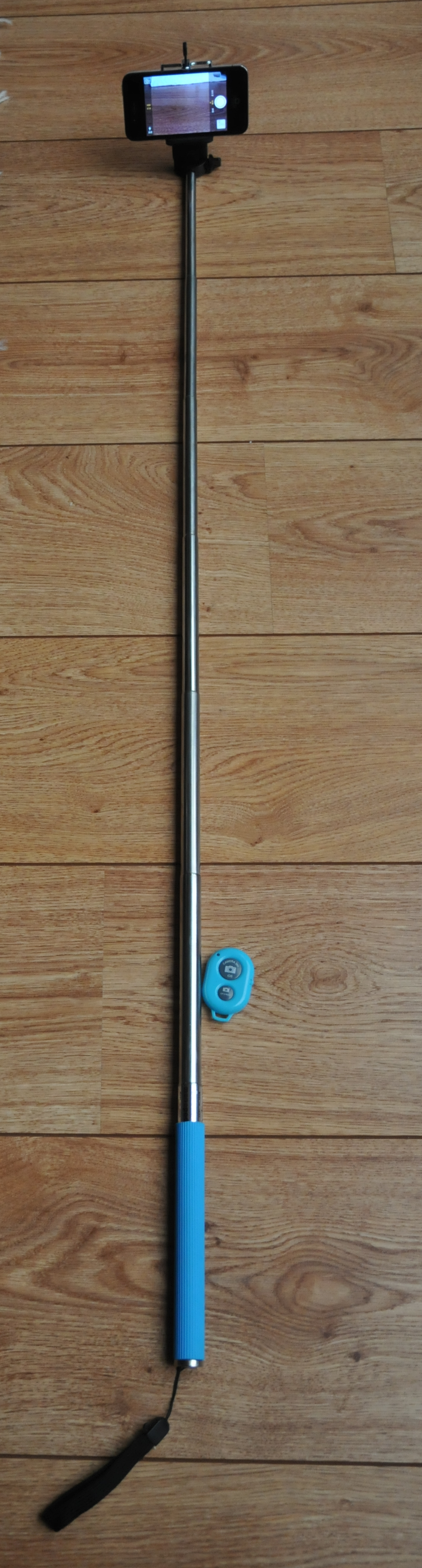
Une perche à selfie.
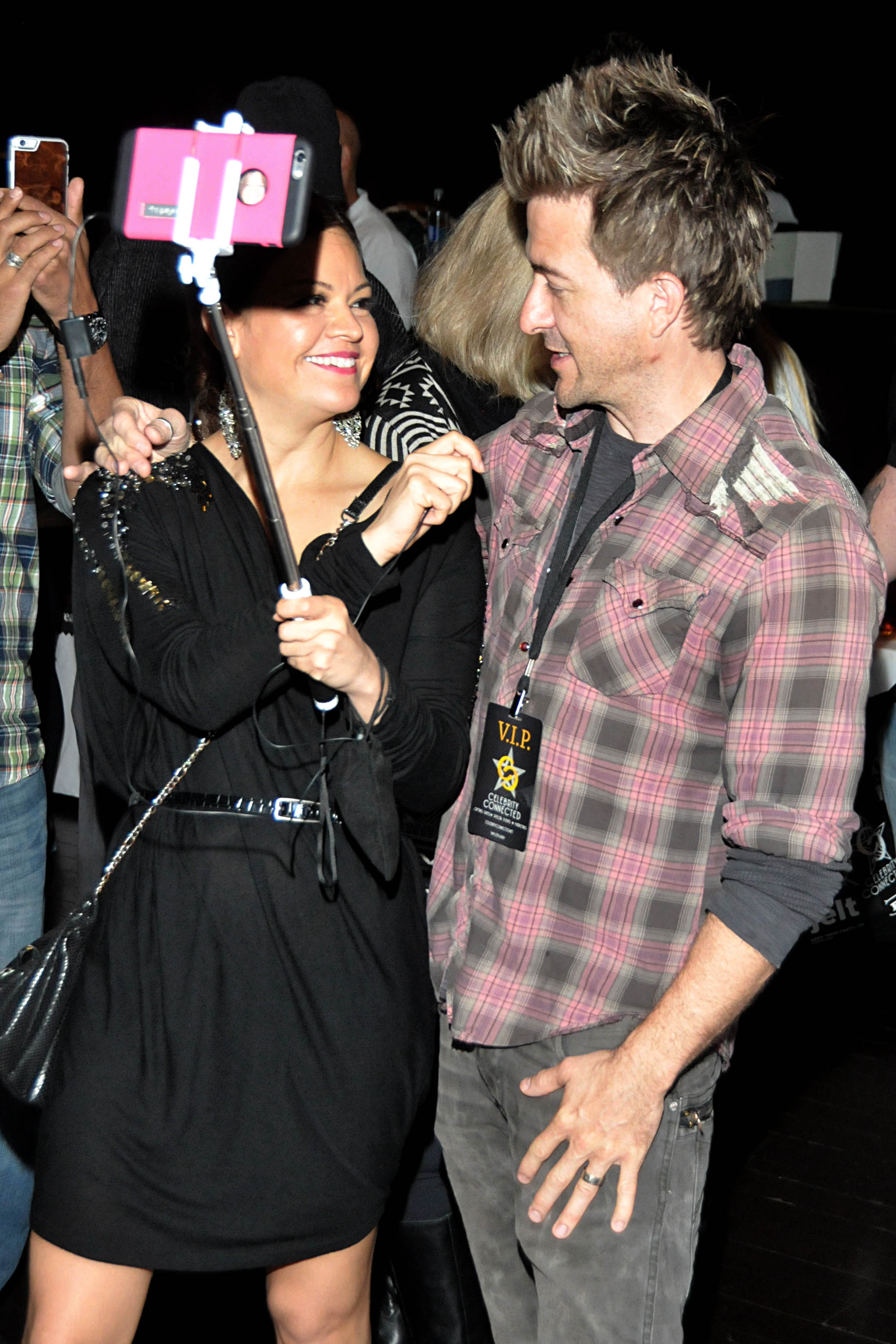
Une journaliste enregistre une entrevue sur son smartphone grâce à une perche à selfie.
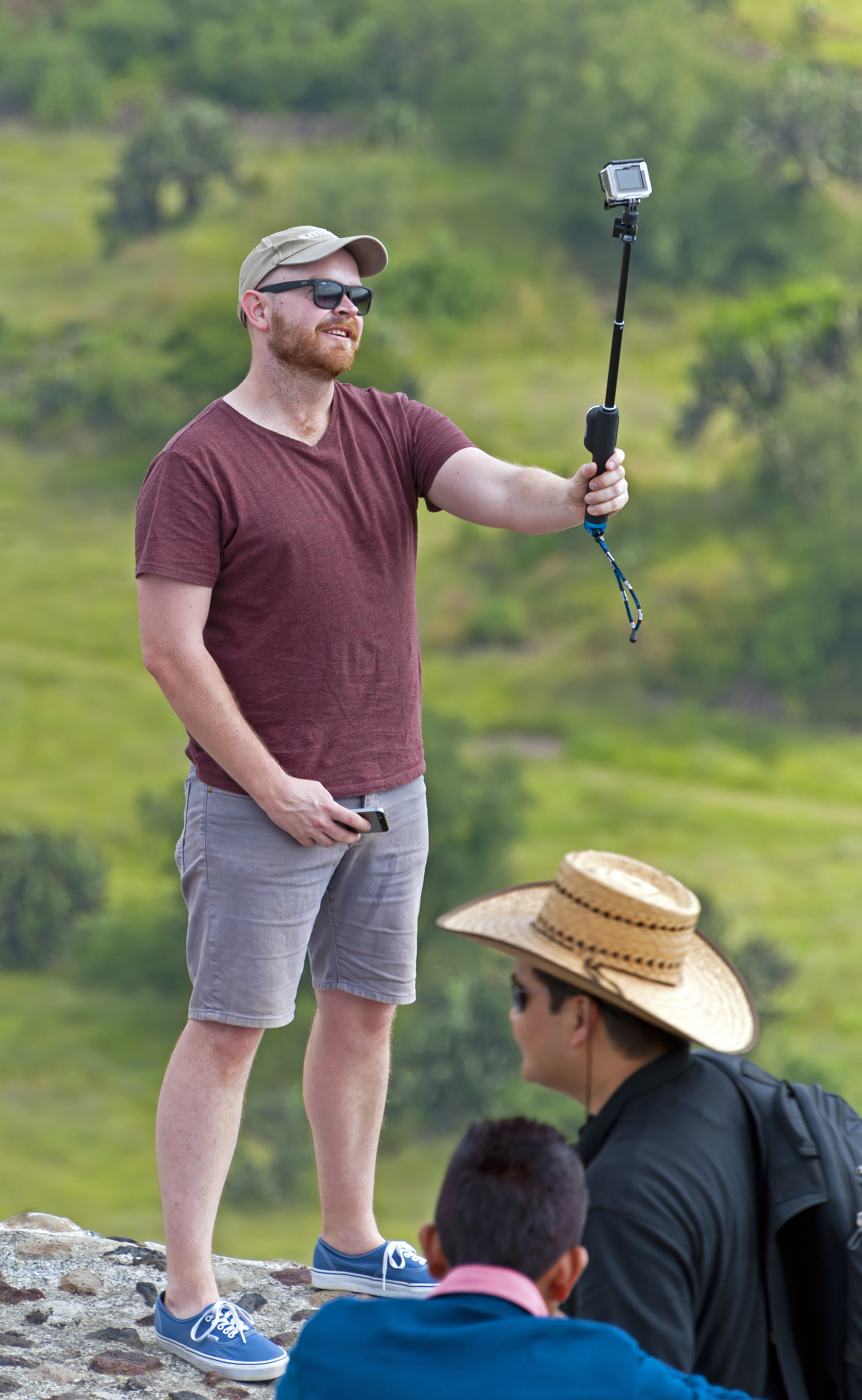
Un homme se prend en photo en utilisant une perche à selfie.
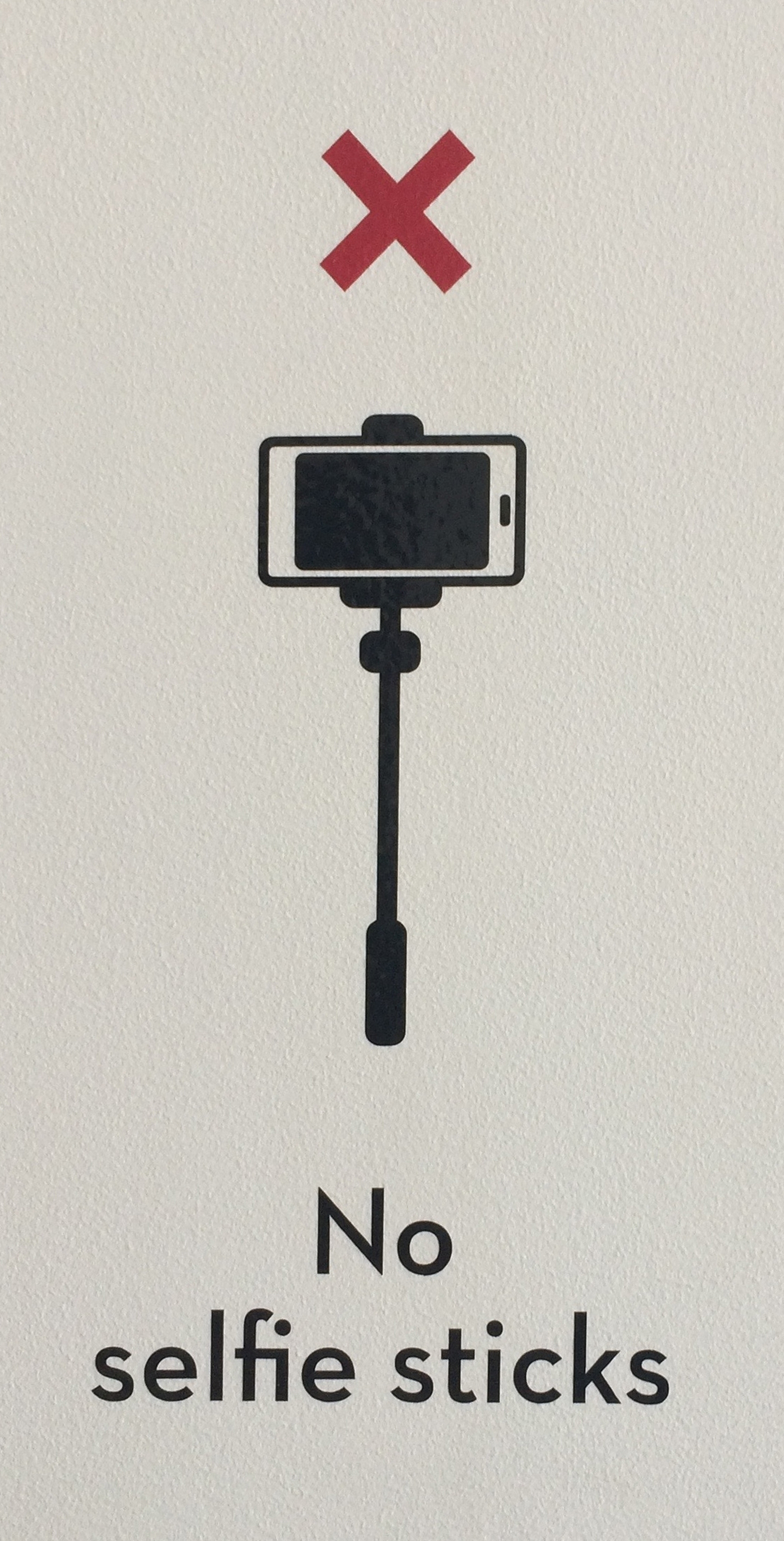
Message interdisant l'usage d'une perche à selfie. Musée de Brisbane (2015).
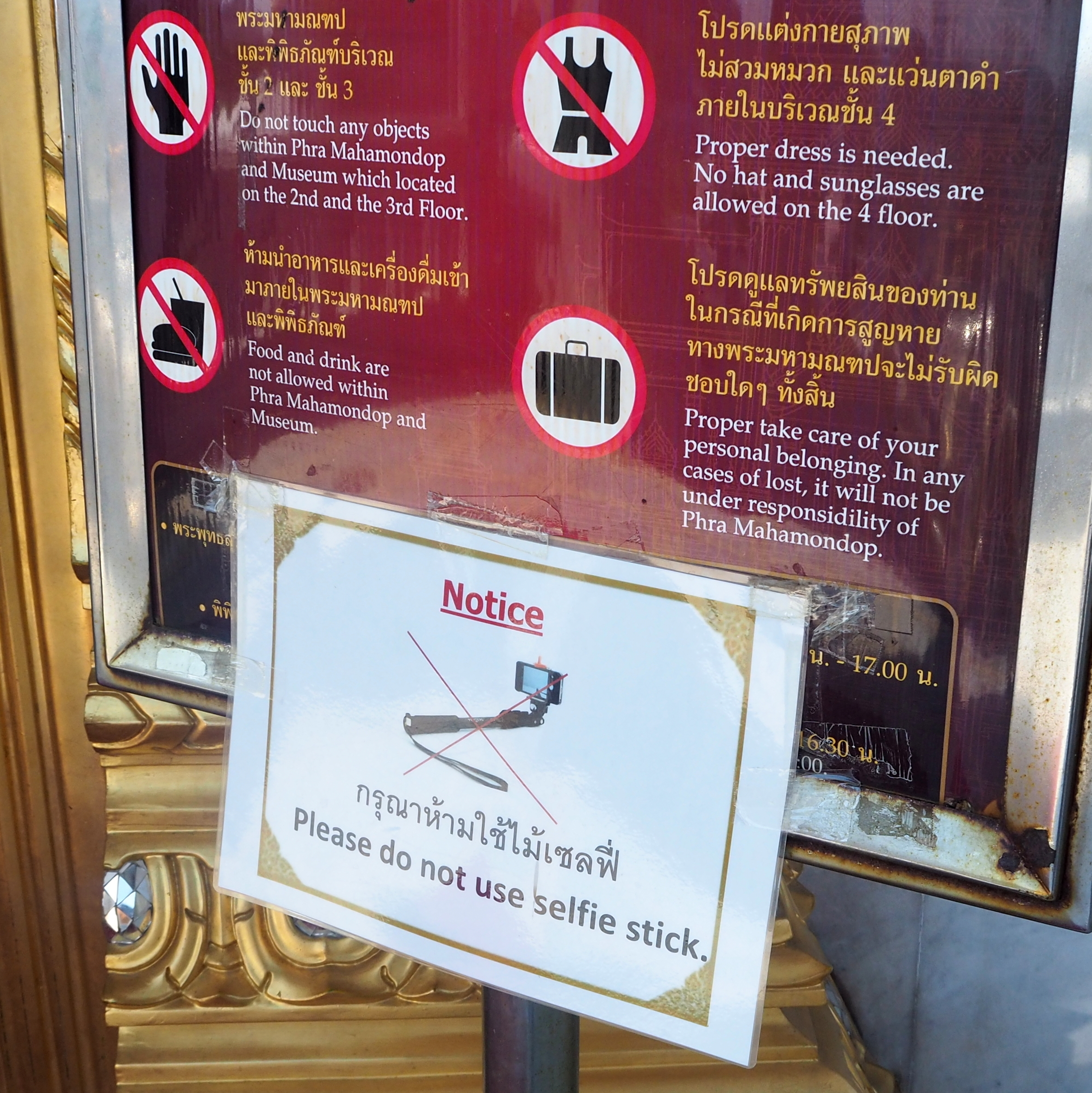
Interdiction d'utiliser une perche à égoportrait.